# Harman/Kardon

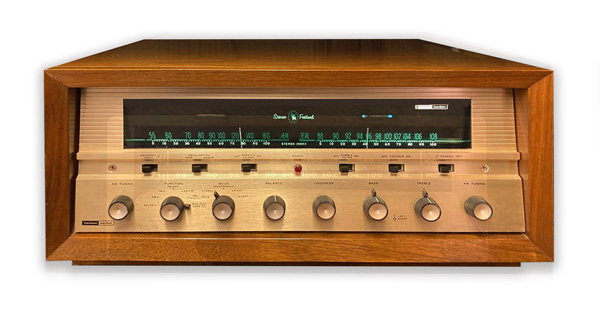
Harman/Kardon Festival TA-230, 1958

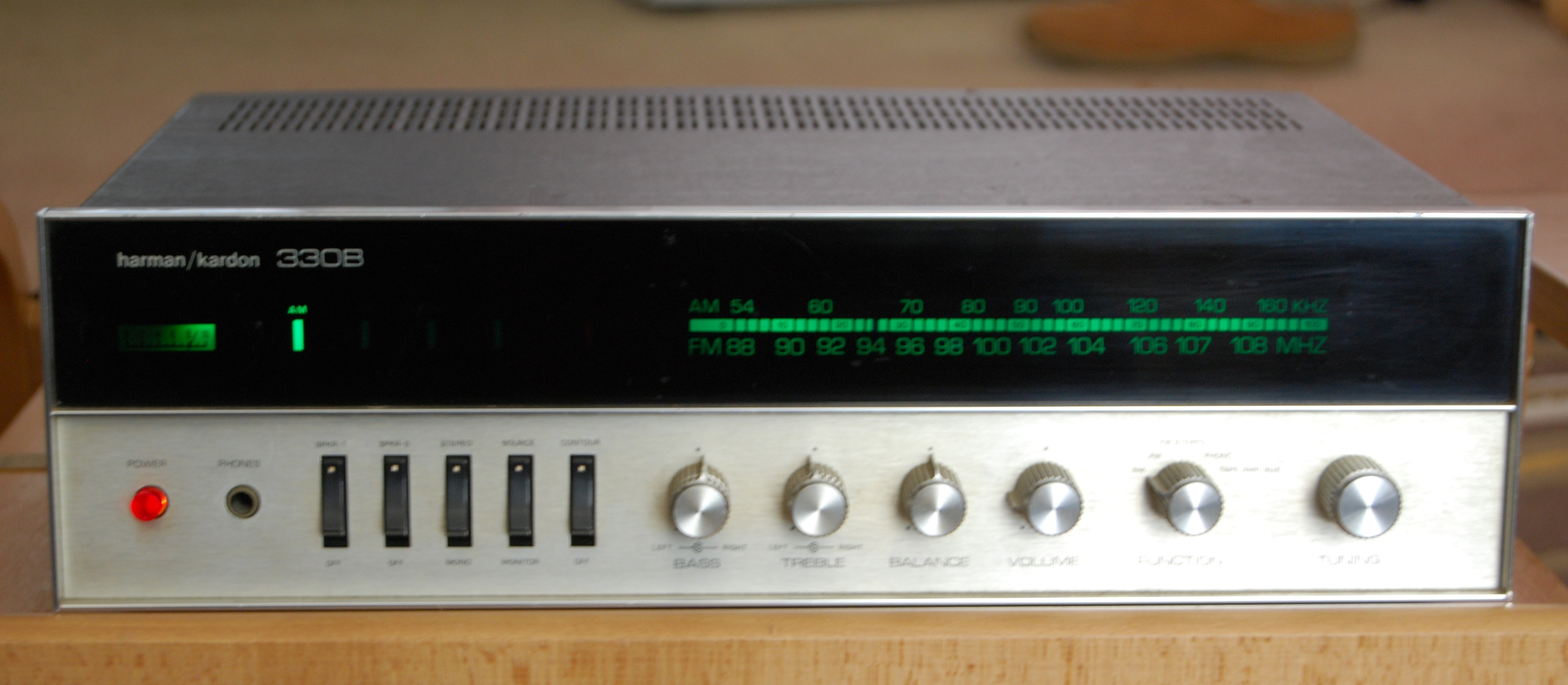
Stereo-Receiver 330B von 1974

Harman Kardon ist ein Hersteller von Hi-Fi-Komponenten. Die Gesellschaft wurde 1953 von dem Physiker Sidney Harman (1918–2011) und dem Ingenieur Bernard Kardon in New York City gegründet und gehört heute zum Samsung-Konzern.

## Geschichte
1953 wurde Harman/Kardon gegründet. Im darauf folgenden Jahr brachte das Unternehmen mit dem Festival D1000 den weltweit ersten Receiver (Verstärker und Tuner in einem Gerät, mono) auf den Markt. Im Jahr 1956 war der Wert des Unternehmens von ursprünglichen 10.000 US-$ Startkapital auf 600.000 US-$ gestiegen. Kardon schied aus dem Unternehmen aus. 1958 wurde der erste Stereo-Receiver (Festival TA230) herausgebracht.

Mit der Citation II kam die weltweite erste HiFi-Stereo-Endstufe mit einem Ultra-Wide-Frequenzgang von 18 bis 60.000 Hz auf den Markt. Sie wurde 1963 technisch nochmals überarbeitet. 1962 fusionierte das Unternehmen zunächst mit der amerikanischen Kabelfernsehgesellschaft Jerrold Corporation, dessen Inhaber Milton Shapp schließlich Sidney Harmans Unternehmensanteile komplett übernahm. 1964 bewarb Harman/Kardon den Citation A als weltweit ersten Transistor-Hifi-Stereoverstärker. Dies ist allerdings umstritten, da Grundig bereits im August 1963 im Rahmen der Internationalen Funkausstellung den SV-50 vorgestellt hatte. 

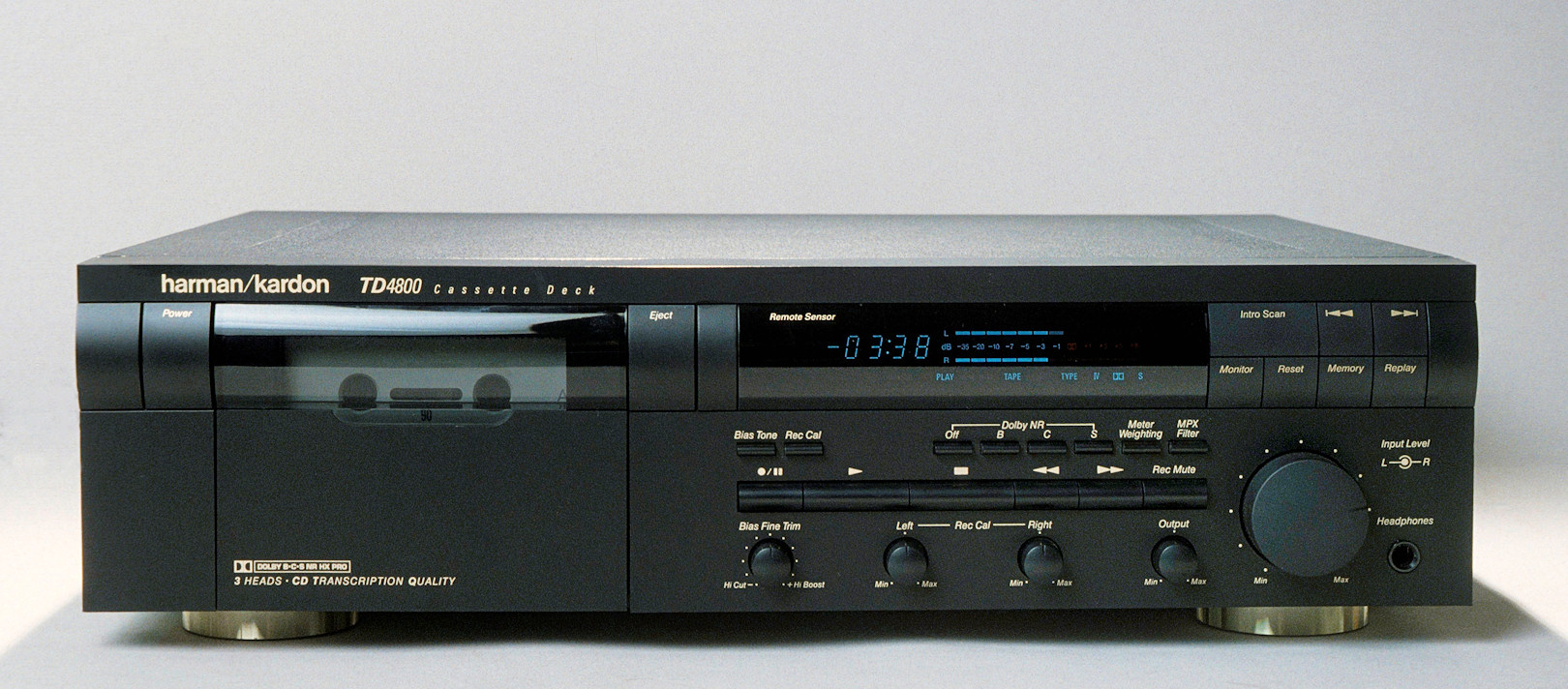
Dolby-S-Tapedeck ab 1990

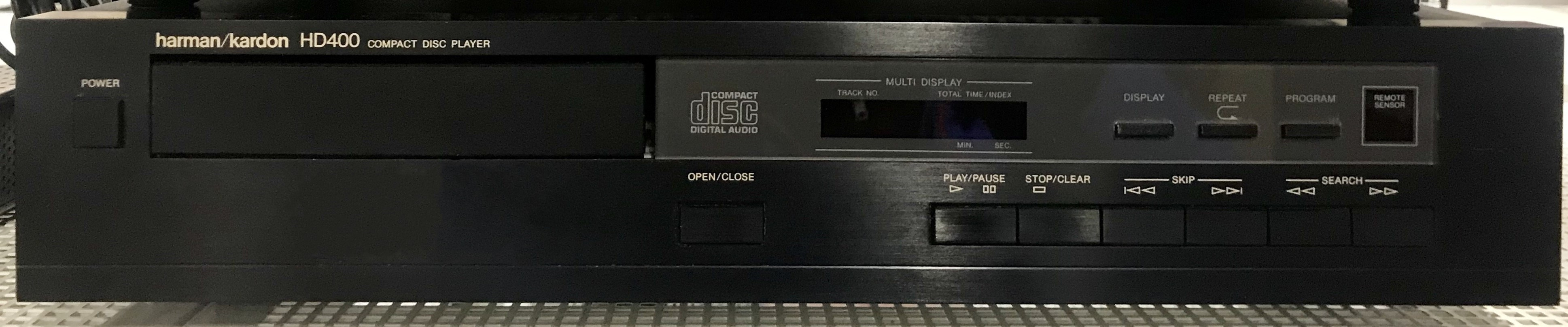
CD-Player HD 400, einer der ersten CD-Spieler von h/k, 1988–1990

1969 bekam Sydney Harman durch den Kauf der New Yorker Jervis Corp., welche später in Harman International umbenannt wurde, nicht nur die Marke Harman/Kardon zurück, sondern 1969 auch den bekannten Lautsprecherhersteller JBL. 1976 musste Harman sein Unternehmen erneut verkaufen, da er unter Jimmy Carter den Posten des stellvertretenden US-Handelsministers (Under Secretary of Commerce) annahm.

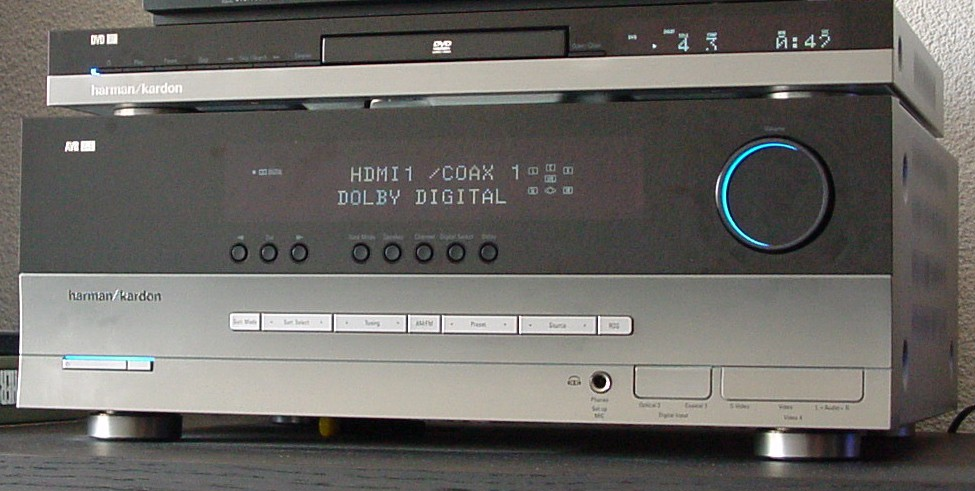
Surroundreceiver mit DVD-Player, etwa ca. 2010

Der neue Inhaber, der Lebensmittelkonzern Beatrice Foods, war allerdings mehr auf Nahrungsmittel als auf Audio-Produkte spezialisiert, womit das Unternehmen 1980 bereits die Hälfte seines Wertes verloren hatte. Beatrice verkaufte Teile des Harman-Konzerns, unter anderem Harman/Kardon an Shin Shirasuna (Japan). Harman International, darunter die Marke JBL, erwarb Sidney Harman für 55 Millionen US-$ allerdings zurück. 1985 konnte Harman schließlich auch Harman/Kardon zurückkaufen.

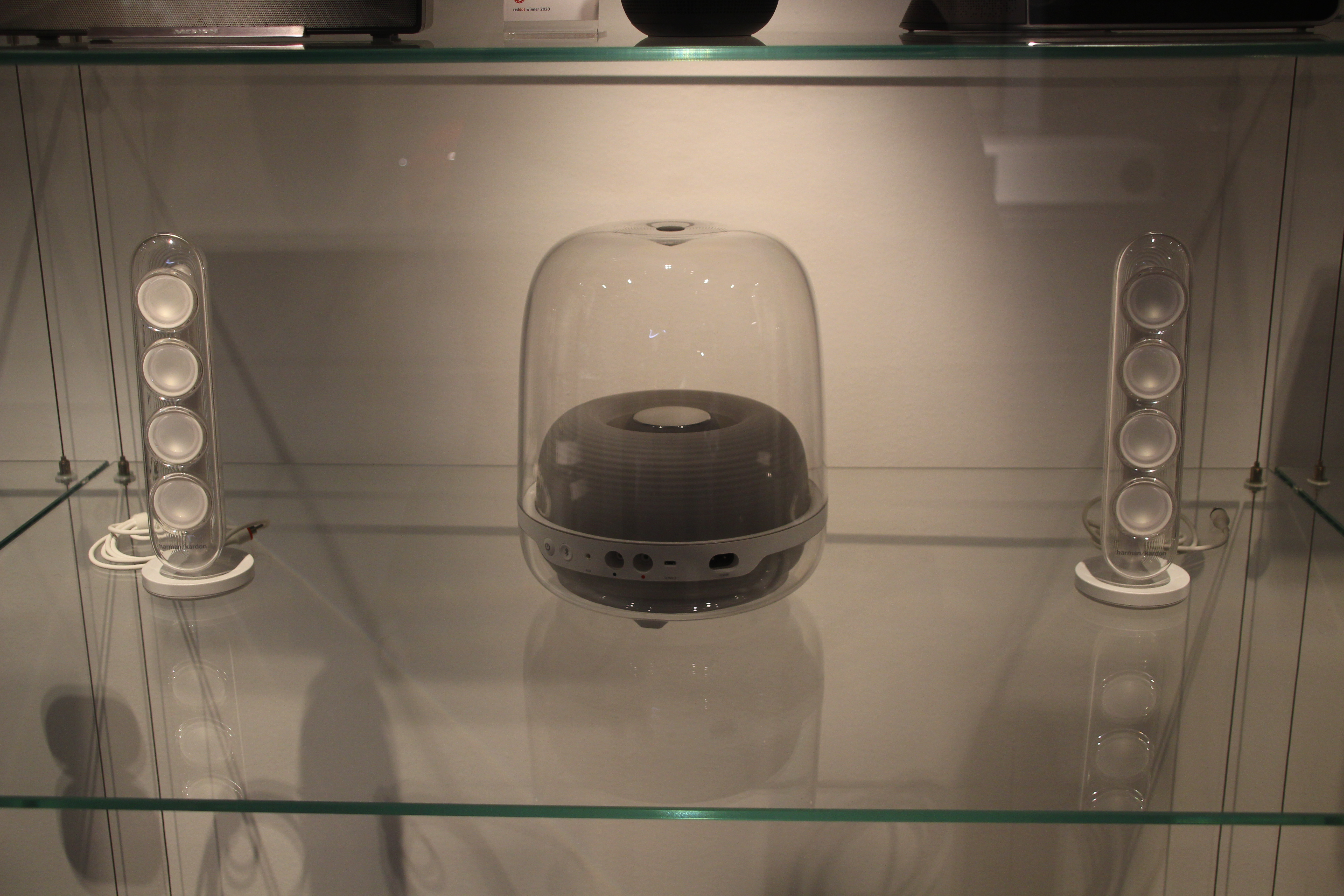
Soundsticks seit 2000
(im Red Dot Design Museum)

Sidney Harman leitete das Unternehmen bis kurz vor seinem 88. Geburtstag noch selbst. Im Mai 2007 trat Dinesh Paliwal als sein Nachfolger an. Die Übernahme der Harman International Industries für fast acht Milliarden US-Dollar durch die Beteiligungsgesellschaft Kohlberg Kravis Roberts & Co. (KKR) und die zu Goldman Sachs gehörenden GS Capital Partners wurde wegen der Finanzkrise im November 2007 abgebrochen. Im November 2016 wurde bekannt, dass Samsung Harman International und damit auch die Marke Harman/Kardon ebenfalls für rund acht Milliarden Dollar übernehmen will. Am 11. März 2017 war die Übernahme abgeschlossen.
Für die Fahrzeughersteller BMW, Jeep, Kia, Mercedes-Benz, Mini, Subaru, Volkswagen, Volvo und Renault fertigt Harman an die jeweiligen Fahrzeuge angepasste Audiolösungen.

## Produkte
- 1964: Citation A, erster Volltransistorreceiver
- 1969: HK-50, omnidirektionaler Lautsprecher[16] S200P 4-Wege-Lautsprecherbox,[17] seit 1999 verschiedene Lautsprecher (u. a. für Surround)[18]
- 1970er Jahre: Plattenspieler mit Tangentialtonarm Rabco[19]
- 1980: Citation XX, hochstromfähiger Verstärker, der in The Audio Critic als „the world's best-sounding power amplifier“ bezeichnet wurde.[20] Konstruiert wurde er vom finnischen Ingenieur Dr. Matti Otala, der 1970 die Transient intermodulation distortion (TIM) entdeckt und beschrieben hatte.[21] Die Citation XX stammte aus dem Projekt, bestmögliche Messungen von Ausgangssignalen und best wahrnehmbaren Klang zu erhalten.[22]
- Kassetten-Decks seit den 1970er Jahren,[23] 1983 das Spitzenmodell der x91-Serie CD491 mit Dolby HX Pro; letzteres wurde 1984 von der Zeitschrift Stereoplay genauso eingestuft wie das High-End-Gerät Nakamichi DRAGON;[24] in den 1990er Jahren auch Geräte mit Dolby-S-Rauschunterdrückung[9]
- CD-Spieler ab 1986.[25] Der CD-Player HD 970 erhielt den EISA-Award 200/06 in der Kategorie Audio-Player.[26]
- 2000: Computer-Lautsprecher Soundsticks. Diese aktiven 2.1 Lautsprecher mit durchsichtigem Gehäuse wurden zunächst für Apples iMac eingeführt. 2004 wurde die zweite, 2010 die dritte,[27] 2020 die vierte Generation eingeführt;[28] ihre Verstärkerleistung beträgt insgesamt 40  W, wobei bis zur dritten Generation 20 W für den Subwoofer zur Verfügung stehen,[29][30] bei der vierten Generation sind es 100 W für den Subwoofer.[31] Die Soundsticks sind unter anderem auch im New Yorker Museum of Modern Art ausgestellt.[27]
- Mehrkanal-Receiver (AV oder Surround)
- 2005: volldigitale 5.1-Surround-Sound-Anlage für die S-Klasse von Mercedes-Benz (W221), mit der dank DTCP-Technik zum ersten Mal moderne Multikanal-Formate von DVD-Audio und -Video sowie DTS-CDs verlustfrei im Automobil abgespielt werden konnten.

## Ergänzende Gerätegalerie

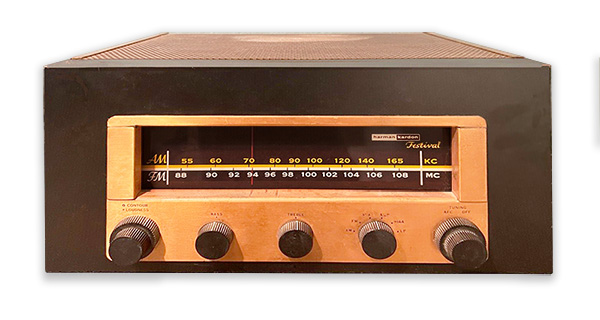
Receiver Festival D 1000, 1953
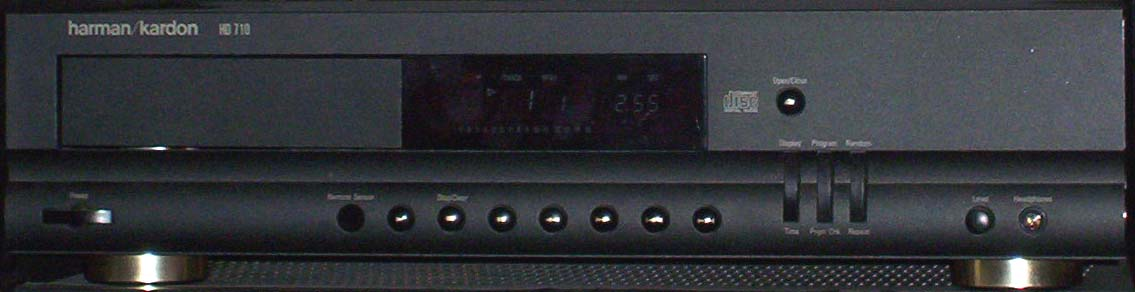
CD-Player HD 710, 1996–1998
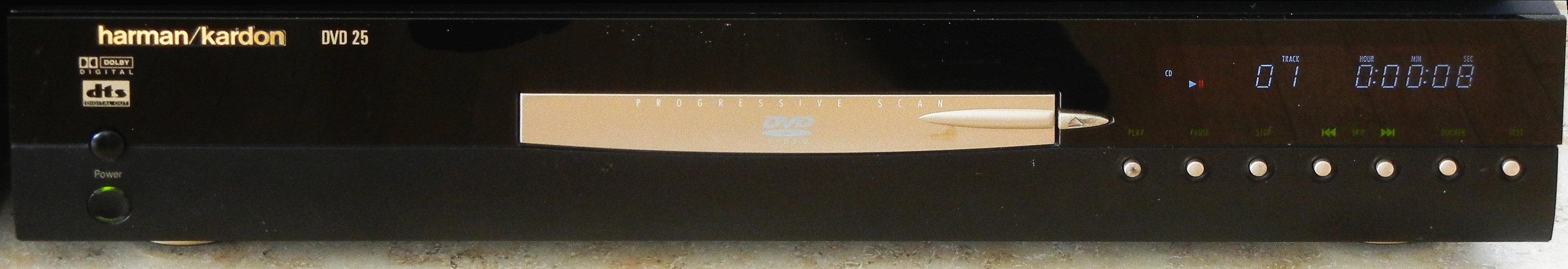
DVD-Player DVD 25, etwa 2003
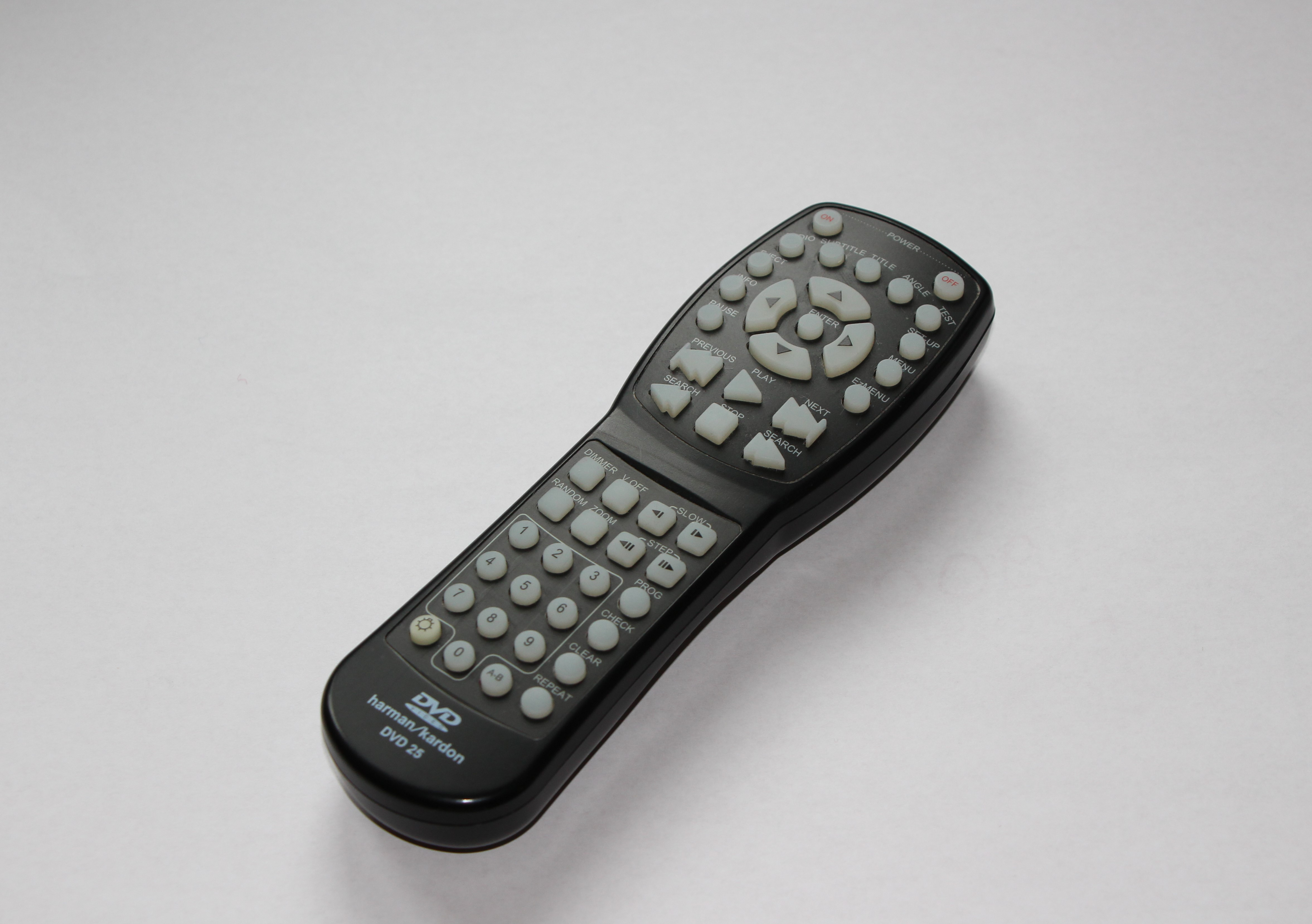
Beleuchtbare Fernbedienung (DVD 25)
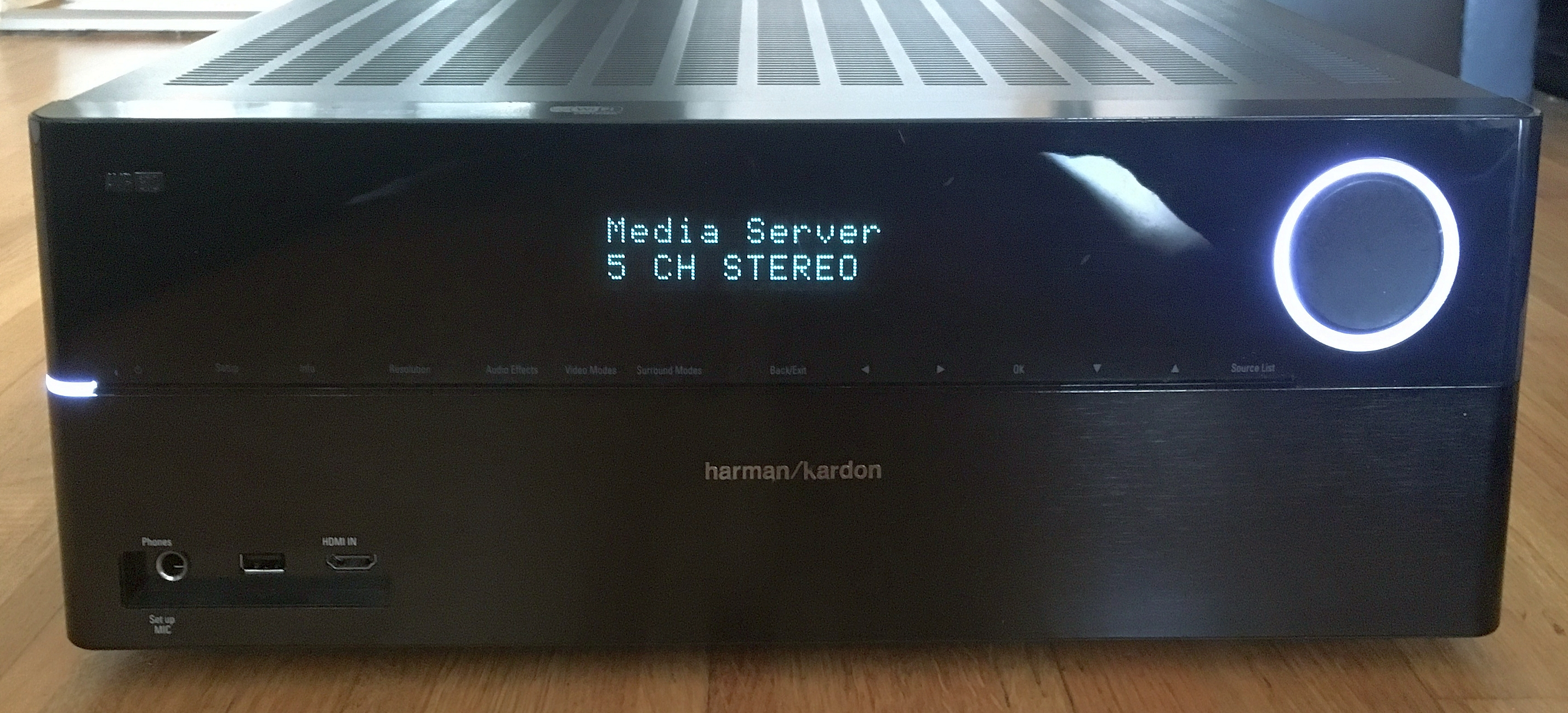
AVR 370 AV, 2013
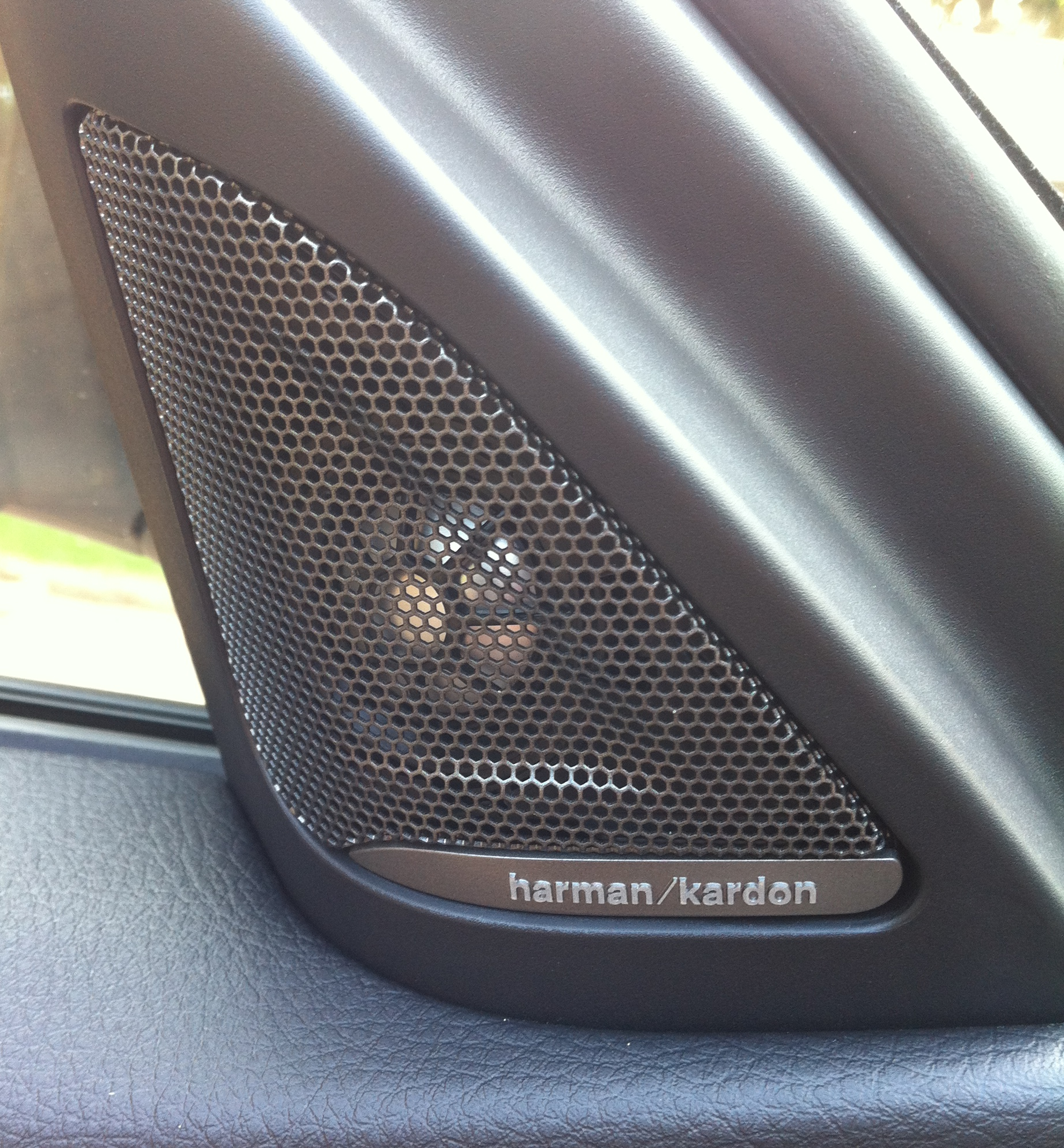
Autolautsprecher im Spiegeldreieck
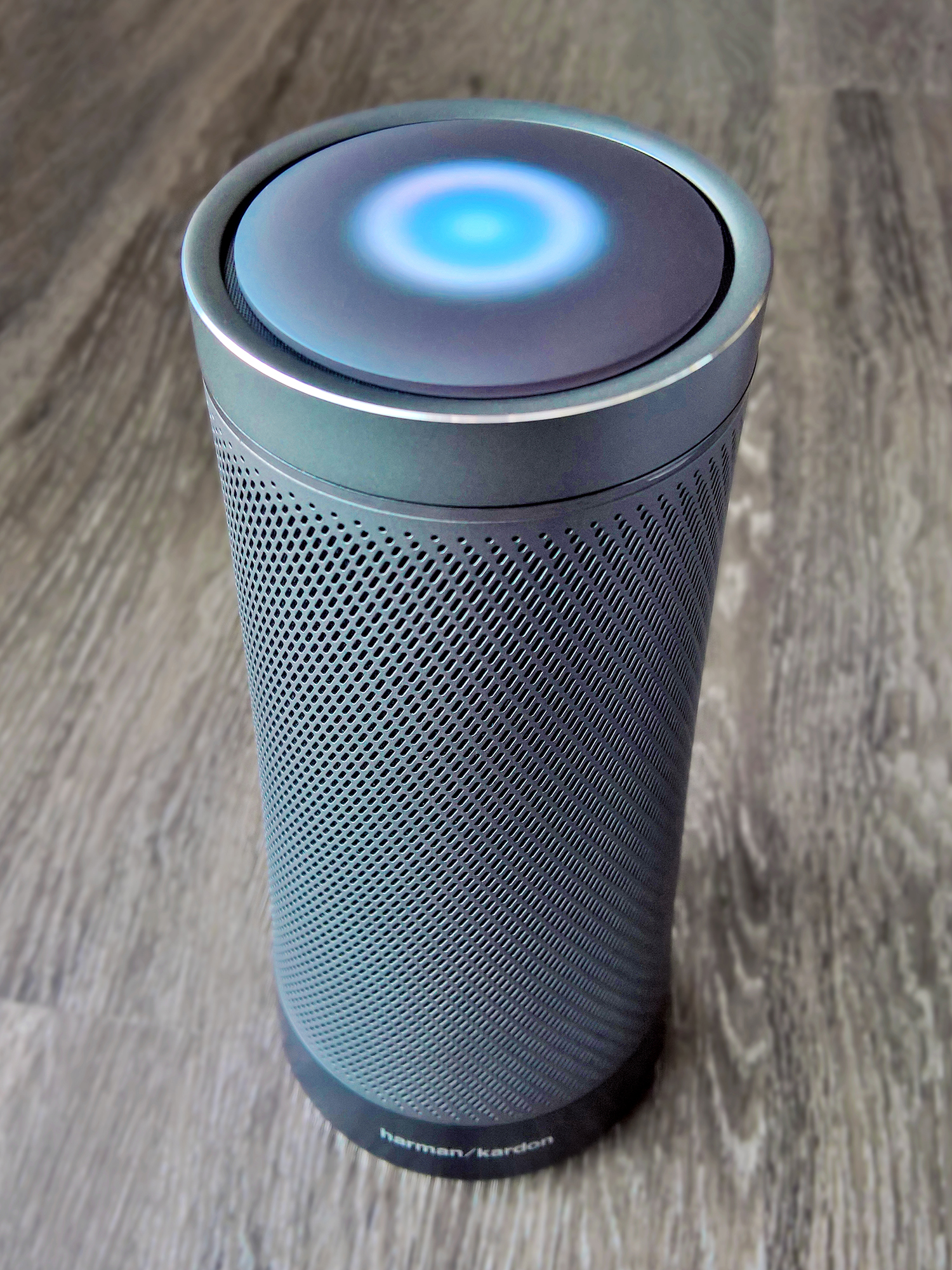
Smart Speaker Invoke